# イタリアのユーロ硬貨

ユーロのシンボル

イタリアのユーロ硬貨（イタリアのユーロこうか）では、イタリアにおけるユーロ硬貨について記述する。
ユーロ (EUR, €) は、欧州連合に加盟しているイタリアを含む多くの国で使われている通貨である。
ユーロ硬貨の片面はユーロ圏全域共通のデザイン、もう片面は各国の独自のデザインとなっている。各国共通の表面の詳細はユーロ硬貨を参照。2ユーロ硬貨以外の縁（へり）のデザインもまた、全域で共通である。独自デザインとされている裏面も、欧州連合を象徴する12個の星と発行年を西暦で表示することは共通である。
イタリアのユーロ硬貨は8種類の硬貨とも異なったデザインを採用している。
| € 0.01                                           | € 0.02                                                       | € 0.05                                                                                |
|                                                  |                                                              |                                                                                       |
| カステル・デル・モンテ （13世紀の城）            | モーレ・アントネッリアーナ （トリノのシンボル）              | ローマのコロッセオ                                                                    |
| € 0.10                                           | € 0.20                                                       | € 0.50                                                                                |
|                                                  |                                                              |                                                                                       |
| ボッティチェッリの『ヴィーナスの誕生』           | ウンベルト・ボッチョーニの『空間における連続性の唯一の形態』 | マルクス・アウレリウス・アントニヌスの銅像                                            |
| € 1.00                                           | € 2.00                                                       | € 2 の縁（へり）                                                                      |
|                                                  |                                                              | € 2 硬貨の側面部には、数字の"2"と2つの星印が6回繰り返し刻印されている。星は合計12個。 |
| レオナルド・ダ・ヴィンチによる『理想的な人体図』 | ラファエロ・サンティの描いた詩人ダンテの肖像画               |                                                                                       |